# Arcenant
Arcenant is een gemeente in het Franse departement Côte-d'Or (regio Bourgogne-Franche-Comté) en telt 451 inwoners (1999). De plaats maakt deel uit van het arrondissement Beaune.

## Geografie
De oppervlakte van Arcenant bedraagt 10,1 km², de bevolkingsdichtheid is 44,7 inwoners per km².
De onderstaande kaart toont de ligging van Arcenant met de belangrijkste infrastructuur en aangrenzende gemeenten.

## Demografie
Onderstaande figuur toont het verloop van het inwonertal (bron: INSEE-tellingen).